# 蛇尾 (星官)
蛇尾是中国古代星官之一，为明代末期徐光启所编的《崇祯历书》上根据西方星表加上近南极星区的23个星官之一。
它位于现代星座划分的水蛇座和南极座，含有4颗恒星。

## 所含恒星及对应西方名称[1]
| 中国古代星名 | 现代星名 | 所属星座 |
| ------------ | -------- | -------- |
| 蛇尾一       | β Hyi    | 水蛇座   |
| 蛇尾二       | ψ Oct    | 南极座   |
| 蛇尾三       | ν Oct    | 南极座   |
| 蛇尾四       | α Oct    | 南极座   |